# Sielsowiet Olekszyce
Sielsowiet Olekszyce (biał. Алекшыцкі сельсавет, ros. Олекшицкий сельсовет) – sielsowiet na Białorusi, w obwodzie grodzieńskim, w rejonie brzostowickim.

## Miejscowości
- agromiasteczka:
  - Masalany
  - Olekszyce
- wsie:
  - Brzostowica Murowana
  - Ejsymonty Małe
  - Golnie
  - Kniaziewicze
  - Koleśniki
  - Kordziki
  - Kraśnik
  - Kubielniki
  - Małe Golnie
  - Nowosiółki
  - Piaski
  - Podbohonniki
  - Pychowczyce
  - Trzeciaki
  - Wierchowlany
  - Żukiewicze